# Patrycja Hojnisz
Patrycja Hojnisz (* 12. Oktober 1987 in Chorzów) ist eine polnische Biathletin.

## Karriere
Patrycja Hojnisz ist Studentin und lebt in Chorzów. Sie begann 2001 mit dem Biathlonsport und rückte 2005 in den polnischen Nationalkader auf. Hojnisz tritt für AZS AWF Katowice an und wird von Malwina Wojtas trainiert. Seit dem Beginn der Saison 2005/06 lief sie im Biathlon-Europacup der Juniorinnen und erreichte meist Resultate im Bereich der Ränge 15 bis 40, selten gab es Ausreißer nach oben oder unten in der Leistung. Ein erster Höhepunkt wurde die Winter-Universiade 2007 in Cesana San Sicario, bei der Hojnisz 27. des Einzels, 37. des Sprints und 33. der Verfolgung wurde. Es folgte die Teilnahme an den Junioren-Biathlon-Europameisterschaften 2007 in Bansko mit den Rängen 28 im Einzel, 34 im Sprint und 30 in der Verfolgung. 2008 nahm die Polin zum einzigen Mal an Junioren-Weltmeisterschaften teil. Bei den Wettkämpfen in Ruhpolding erreichte sie die Plätze 46 im Einzel, 25 im Sprint, 21 in der Verfolgung und 12 mit der Staffel Polens. Kurz darauf nahm Hojnisz an der Junioren-EM in Nové Město na Moravě teil und wurde 43 des Einzels, 53 des Sprints 36. in der Verfolgung sowie Achte mit der Staffel, zu der auch ihre Schwester Monika Hojnisz gehörte.
Seit 2009 startet Hojnisz bei den Frauen im Leistungsbereich. Ihr erstes Rennen bestritt sie in Altenberg im Rahmen des IBU-Cups und wurde bei einem Einzel 31. und gewann damit sofort erste Punkte. In Osrblie erreichte sie mit Rang 13 in einem weiteren Einzel ihr bisher bestes Resultat in der zweithöchsten Rennserie. Erstes Großereignis außerhalb des Juniorenbereichs wurden die Biathlon-Europameisterschaften 2009 in Ufa. Hojnisz wurde in allen Einzelrennen eingesetzt und belegte die Plätze 30 im Sprint sowie 27 in Verfolgung und Einzel. Im Jahr darauf nahm sie in Otepää an allen möglichen Rennen der EM teil. Im Einzel lief sie auf den 32. Platz, wurde 43. im Sprint, 36. der Verfolgung und Siebte mit Paulina Bobak, Monika Hojnisz und Karolina Pitoń.
National gewann Hojnisz bei den Polnischen Meisterschaften 2009 in Wisła mit Paulina Bobak, Krystyna Pałka und Weronika Nowakowska mit ihrem Verein AZS AWF Katowice den polnischen Meistertitel im Staffelrennen. Zur Saison 2010/11 gehört Hojnisz dem polnischen Nationalteam an und wird als Nummer acht in der Rangliste der aktiven polnischen Biathletinnen geführt.

## Statistik

### Platzierungen im Biathlon-Weltcup
Die Tabelle zeigt alle Platzierungen (je nach Austragungsjahr einschließlich Olympische Spiele und Weltmeisterschaften).
- 1.–3. Platz: Anzahl der Podiumsplatzierungen
- Top 10: Anzahl der Platzierungen unter den ersten zehn (einschließlich Podium)
- Punkteränge: Anzahl der Platzierungen innerhalb der Punkteränge (einschließlich Podium und Top 10)
- Starts: Anzahl gelaufener Rennen in der jeweiligen Disziplin
- Staffel: inklusive Mixed- und Single-Mixed-Staffeln

| Platzierung         | Einzel | Sprint | Verfolgung | Massenstart | Staffel | Gesamt |
| ------------------- | ------ | ------ | ---------- | ----------- | ------- | ------ |
| 1. Platz            |        |        |            |             |         |        |
| 2. Platz            |        |        |            |             |         |        |
| 3. Platz            |        | 3      |            |             |         | 3      |
| Top 10              |        |        |            |             |         |        |
| Punkteränge         |        |        |            |             |         |        |
| Starts              |        |        |            |             |         |        |
| Stand: Karriereende |        |        |            |             |         |        |